# Cimitero militare polacco di Casamassima

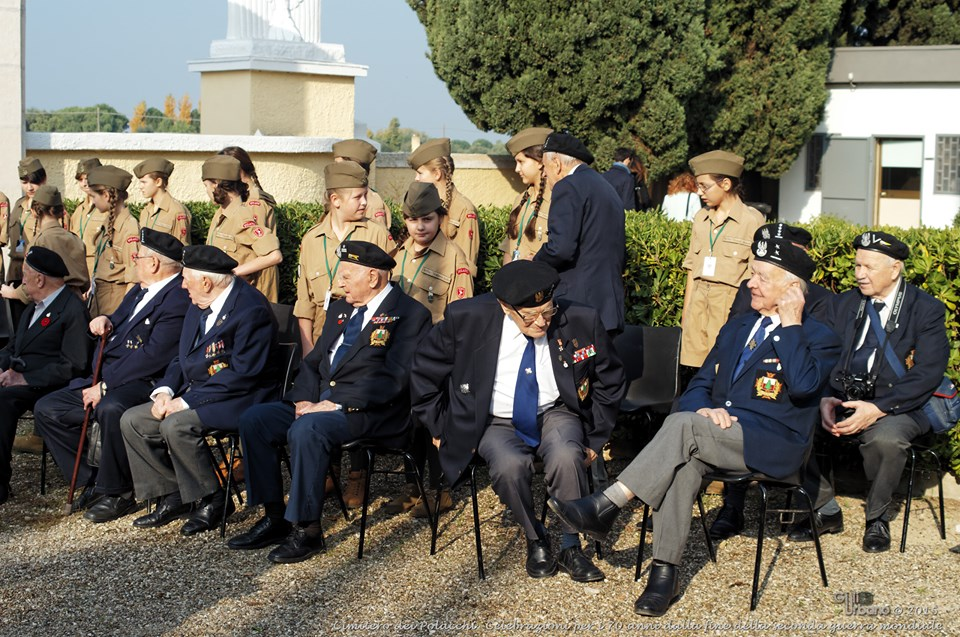
Gli ultimi veterani viventi del 2º Corpo Polacco durante una celebrazione all'interno del Cimitero. Il veterano a sinistra, con il bastone, fu ricoverato nell'allora ospedale polacco di Casamassima.

Il cimitero militare polacco di Casamassima "Korpusu" (in polacco polski cmentarz wojenny w Casamassima) si trova a Casamassima, nei pressi della Strada Statale 100 e del complesso residenziale Barialto.
Edificato nel 1944, è il primo e più importante cimitero militare polacco d'Italia. Tra questi si ricordano i cimiteri di Montecassino, Loreto e Bologna.

## Storia
I lavori di costruzione dell'edificio furono coordinati dal capomastro Fedele Camardella e iniziarono nel 1944.
Nel 1944, nell'attuale zona Padula e all'interno dell'attuale Scuola Elementare "G. Marconi", il Secondo Corpo di Spedizione dell'Esercito Polacco stabilì il più grande complesso sanitario polacco di tutto il Meridione. All'interno di esso venivano soccorsi i militari feriti nelle battaglie della Campagna d'Italia, molti dei quali provenivano dalle battaglie di Ancona, Bologna e quella di Montecassino.
Non tutti i feriti sopravvissero durante la degenza, quindi si è reso necessario costruire un cimitero a pochi chilometri di distanza. Esso custodisce le tombe dei 429 soldati polacchi caduti nei combattimenti lungo la Linea Gustav sul fiume Sangro o deceduti nell'ospedale militare di Casamassima e in altri ospedali di Bari e di Napoli.

## Descrizione
L’ingresso monumentale, molto sobrio, è costituito da quattro pilastri in marmo, che sostengono i cancelli, congiunti da un architrave riportante un’iscrizione celebrativa in bronzo:
Il cancello principale del cimitero riporta i simboli del Secondo Corpo di Spedizione dell'Esercito Polacco e le date 1943-1946, ovvero quando i soldati vennero sepolti nel cimitero.
A riprova del fatto che tra i soldati del Secondo Corpo non vi erano differenze di religione, le tombe cristiane, ortodosse, musulmane ed ebraiche si trovano tutte assieme. Le cristiane riconoscibili dalla croce in pietra, le ortodosse con la doppia croce, le musulmane con il simbolo della luna e stella, le ebraiche con la stella a sei punte.
Il cimitero ha una pianta rettangolare e non è diviso in settori interni, vi è un grande viale centrale che dall’ingresso arriva ad un grande altare in marmo sul quale si erge l'immagine della Madonna della Porta dell'Aurora di Vilnius.
Ai piedi del monumento vi è un'iscrizione:
Nel cimitero di Casamassima riposava il comandante della difesa di Westerplatte, maggiore Henryk Sucharski, che dopo la fine della guerra fu nominato comandante del 6º Battaglione Fucilieri dei Carpazi. Nel 1971 i resti del comandante furono riesumati e trasferiti in Polonia e l’urna contenente le sue ceneri fu sistemata a Westerplatte.